# Chimerella mariaelenae
La rana de cristal de María Elena (Chimerella mariaelenae) es una especie  de anfibio anuro de la familia Centrolenidae, la única de su género.
Es endémica Ecuador, en altitudes entre 1400 y 1820 m, en los bosques nublados de la vertiente amazónica de los Andes; quizá en zonas adyacentes del sur de Colombia y norte del Perú.
Se encuentra amenazada de extinción por la pérdida de su hábitat natural.